# Marguerite de Bourgogne (1374-1441)
 (mars 2023).
Si vous disposez d'ouvrages ou d'articles de référence ou si vous connaissez des sites web de qualité traitant du thème abordé ici, merci de compléter l'article en donnant les références utiles à sa vérifiabilité et en les liant à la section « Notes et références ».
Pour les articles homonymes, voir Marguerite de Bourgogne.
Marguerite de Bourgogne, née à Montbard le 16 octobre 1374 et morte au Quesnoy le 8 mars 1441, était la fille de Philippe II le Hardi, duc de Bourgogne et Marguerite III de Flandre, comtesse de Flandre, devenue comtesse de Hainaut par mariage.
Elle se fit remarquer par ses bonnes œuvres en la ville de Le Quesnoy, où elle résida toute sa vie après son mariage. Elle fut ensuite inhumée en l'église des Jacobins.

## Biographie

### Famille
Marguerite était le troisième des neuf enfants de Philippe II le Hardi, premier duc de Bourgogne de la maison de Valois et Marguerite de Male, comtesse de Flandre, de Bourgogne, de Nevers et de Rethel.
Son père était le fils du roi de France Jean II le Bon et Bonne de Luxembourg. Sa mère était la fille de Louis II de Flandre et Marguerite de Brabant.

### Mariage
Le père de Marguerite a utilisé les mariages de ses enfants pour atteindre les objectifs territoriaux précis. Conformément à cette stratégie, Marguerite et son frère Jean ont été respectivement mariés à deux frère et sœur : Guillaume de Hainaut, comte d'Ostrevent et Marguerite de Hainaut. Le but était alors de favoriser l'union du Hainaut et de la Hollande avec la Bourgogne et la Flandre.
La réunion du Hainaut et de la Hollande aux États bourguignons se fit petit à petit, jusqu'à ce que Philippe III le Bon retire ses terres à sa cousine germaine, Jacqueline de Hainaut, le 12 avril 1433.
Le mariage fut célébré lors des doubles noces de Cambrai, le 12 avril 1385. Elle fut l'unique épouse de Guillaume. Ce dernier, qui contrairement à ce que l'on a toujours prétendu, ne fut tout au plus que fiancé avec Marie de France, fille du roi de France Charles V le Sage, décédée en mai 1377, devint comte de Hainaut, de Hollande et de Zélande à la mort de son père. Ils eurent deux filles, une première du prénom de Jeanne, née à La Haye en décembre 1392 mais décédée peu après sa naissance, et une seconde, née le 15 juillet 1401 au Quesnoy, Jacqueline, héritière des possessions de son père.

### Influence politique
Marguerite exerça une grande influence politique sous le règne de son époux. Même si Guillaume était comte de Hainaut et de Hollande, il passait le plus clair de son temps en Hollande, ainsi, Marguerite devint rapidement son représentant en Hainaut.
Après seize ans de mariage sans enfant, Marguerite a finalement donné naissance à une fille, Jacqueline, qui reçoit, comme son père avant elle, en tant qu'héritière du comté de Hainaut, le titre de comtesse d'Ostrevent.
Son mari est décédé en 1417 des suites d'une morsure de chien ; sa fille Jacqueline hérite des comtés de Hainaut, de Hollande et de Zélande, ainsi que de la seigneurie de Frise, mais le duché de Bavière-Straubing revint au frère de Guillaume IV, Jean, qui était alors prince-évêque de Liège.
Pendant le règne de sa fille, Marguerite a été impliquée dans plusieurs actes politiques. Elle est citée comme femme remarquable dans la deuxième partie de La Cité des Dames (paru en 1405) de Christine de Pizan. Elle est décédée au Quesnoy le 8 mars 1441, à 66 ans.